# Dasyhelea mcmillani
Dasyhelea mcmillani är en tvåvingeart som beskrevs av Clastrier och Wirth 1961. Dasyhelea mcmillani ingår i släktet Dasyhelea och familjen svidknott. Inga underarter finns listade i Catalogue of Life.